# Macaca cyclopis
El macaco de Formosa (Macaca cyclopis) es una especie de primate catarrino de la familia Cercopithecidae. Es originario de Taiwán, presente en el sur de Japón, es una especie introducida en ese país.

## Galería

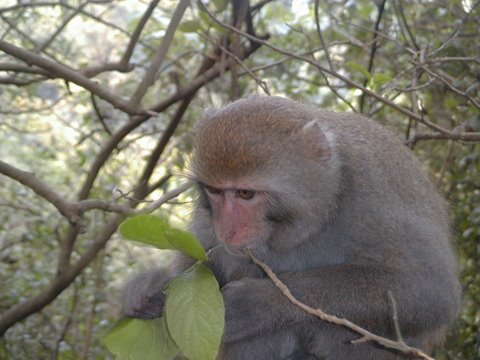
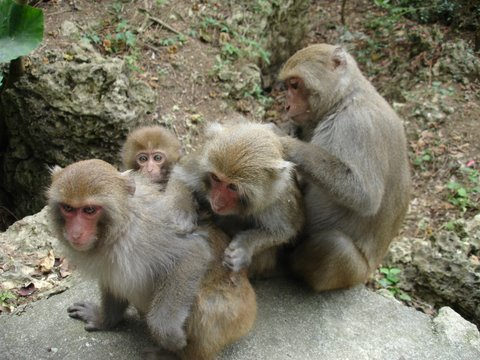
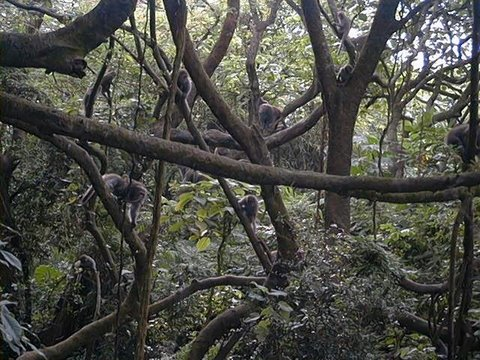

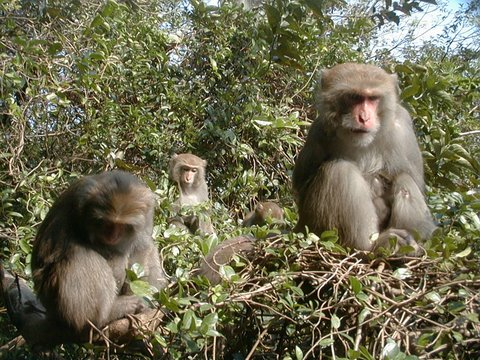
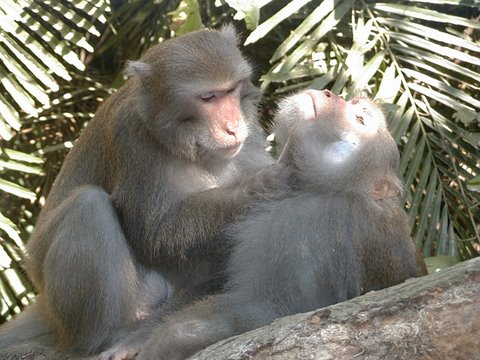